# Nino De Vita
Nino De Vita (Marsala, 8 giugno 1950) è uno scrittore e poeta italiano in lingua siciliana, riconosciuto come una delle voci poetiche più interessanti e rigorose della letteratura contemporanea.

## Carriera
Nino De Vita nasce a Marsala l'8 giugno 1950. Dopo una laurea in Scienze agrarie, è insegnante in alcuni istituti superiori della sua città. L'esordio poetico avviene nel 1984 con la raccolta di versi Fosse Chiti (premio "Cittadella"), a cui fa seguito una trilogia in lingua siciliana : Cutusìu,  (2001, premio "Mondello"), Cùntura (2003, premio "Napoli") e Nnòmura (2005, premio "Salvo Basso" e "Bartolo Cattafi"). Nel 2011, sempre con Mesogea, è uscito Òmini (Premio Viareggio della giuria), nel 2015 il romanzetto in versi A ccanciu ri Maria, nel 2017 Sulità e nel 2019 Tiatru.
Nel 1996, per la sua opera poetica, gli è stato assegnato il premio "Alberto Moravia"; nel 2009, il premio "Tarquinia-Cardarelli", nel 2012 il premio "Ignazio Buttitta", nel 2017 il Bronzo dorato all'Arte poetica - Animavì - Cinema d'animazione e arte poetica.
Alcuni suoi racconti per ragazzi, Il cacciatore (illustrato da Michele Ferri, 2006), Il racconto del lombrico (illustrato da Francesca Ghermandi, 2008), La casa sull'altura (illustrato da Simone Massi, 2011) e C'erano tutti nella grande aia (illustrato da Armin Greder, 2018), sono stati pubblicati dall'Editore Orecchio Acerbo di Roma.
Sono state inoltre pubblicate tre antologie dell'opera di Nino De Vita. La prima, a cura di Anna De Simone, dal titolo Il cielo sull'altura. Viaggio nella poesia di Nino De Vita, edita dal Circolo Culturale Menocchio nel 2013; la seconda, The Poetry of Nino De Vita (con testo inglese a fronte) a cura di Gaetano Cipolla nel 2014 e la terza, Antologia (1984-2014), a cura di Silvio Perrella nel 2015. Sue due poesie sono state pubblicate all'interno del primo numero della rivista Niederngasse.

## Opere
- Fosse Chiti, presentazione di Stefano Jacomuzzi, Società di Poesia-Lunarionuovo, San Giovanni La Punta, Catania -Milano, 1984
- Jòcura, presentazione di Giovanni Tesio, Boetti & C. Editori,  Mondovì (Cuneo) 1996
- 'U spavintapàssari, Grafiche Campo, Alcamo (Trapani) 1997
- L'aranci,  Grafiche Campo, Alcamo (Trapani) 1998
- P'a festa ri l'ammitu, con cinque incisioni di Nino Cordio, edizioni Felceti, Roma 1998
- Il diniego del pittore, con una acquaforte di Giuseppe Modica, Associazione degli Amici di Leonardo Sciascia, Roma 1998
- Il cuscus dolce, con una incisione di Vincenzo Piazza, Il Girasole Edizioni, Valverde (CT) 1999
- 'I scoli vasci,  Grafiche Campo, Alcamo (Trapani) 1999
- Òmini, f.c. Alcamo 2000
- L'arena ri Spagnola, con una incisione di Vincenzo Piazza,  Grafiche Campo, Alcamo (Trapani) 2000
- 'U tuppuliu, con una incisione di Giuseppe Tuccio,  Grafiche Campo, Alcamo (Trapani) 2001
- 'U lupu mannaru, con una incisione di Piero Guccione,  Grafiche Campo, Alcamo (Trapani) 2001
- Cutusìu, prefazione di Vincenzo Consolo, Mesogea, Messina 2001
- Cùntura, Mesogea, Messina 2003
- Nnòmura, Mesogea, Messina 2005
- Il cacciatore, illustrato da Michele Ferri, Nota di Goffredo Fofi, Orecchio Acerbo, Roma 2006
- Bbaddarò,  Centro Stampa Rubino, Marsala (Trapani) 2008
- Il racconto del lombrico, illustrato da Francesca Ghermandi, Orecchio Acerbo, Roma 2008
- Né erba né na vido né na rrosa,  Centro Stampa Rubino, Marsala (Trapani) 2008
- A Palemmu,  Centro Stampa Rubino, Marsala (Trapani) 2009
- Comu fannu l'aceddi, con una incisione di Gaetano Tranchino, Il Girasole Edizioni, Valverde (Catania) 2009
- 'U ncuttùmu,  Centro Stampa Rubino, Marsala (Trapani) 2010
- La casa sull'altura, illustrato da Simone Massi, Postfazione di Goffredo Fofi, Orecchio Acerbo, Roma 2011
- 'U cuntu ru scòrfanu,  illustrazioni di Enzo Venezia, Dipartimento di Scienze Filologiche e Linguistiche, Palermo 7 aprile/4 maggio 2011
- Appuntatini,  Centro Stampa Rubino, Marsala (Trapani) 2012
- I libbra, con una xilografia di Margherita Cassani, Fogli volanti, Milano 2012
- Ggiuvannineddu 'u foddi, Gattili, con una foto di Kali Jones, Cologno Monzese 2015
- A ccanciu ri Maria, Mesogea, Messina 2015
- Sulità, Mesogea 2017
- C'erano tutti nella grande aia, illustrato da Armin Greder, Orecchio Acerbo, Roma 2018
- Tiatru, Mesogea 2018

### Antologie
- Il cielo sull'altura. Viaggio nella poesia di Nino De Vita, a cura di Anna De Simone, Circolo Culturale Menocchio, Montereale Valcellina, Pordenone 2013
- The Poetry of Nino De Vita, con introduzione e traduzione di Gaetano Cipolla, Legas, Mineola, New York 2014
- Antologia (1984-2014)', a cura di Silvio Perrella, Mesogea, Messina 2015
- Il bianco della luna. Antologia personale. 1984-2019, prefazione di Emanuele Trevi, Le Lettere, Firenze, 2020, ISBN 9788893661379[11][12]

## Traduzioni
- Un canto dei salinari, in Gesualdo Bufalino (a cura di), “Saline di Sicilia”, Sellerio, Palermo 1988
- Musco, Bucolica, in Lirici greci, a cura di Vincenzo Guarracino, Bompiani, Milano 1991
- Giuseppe Gioacchino. Belli, I atti ra vicina, “Il Belli”, a. II, 4, Roma 1992
- Nemesiano, Bucolica, e Cynegenetica, in Poeti latini,  a cura di Vincenzo Guarracino, Bompiani, Milano 1993
- Draconzio, Non solum decet, in Veneri e Priapi, a cura di Luigi Reina,  Rispostes Edizioni, Salerno, 1999
- Giacomo Leopardi, Vaddàti e largasì, in Il verso all’infinito, a cura di Vincenzo Guarracino, Marsilio, venezia 1999
- Francesco Guglielmino, da Ciuri di strata, in La poesia in dialetto, a cura di Franco Brevini, vol. III, Mondadori, Milano 1999
- Vann’Antò, da Voluntas tua, in La poesia in dialetto, a cura di Franco Brevini, vol. III, Mondadori, Milano 1999
- Domenico Tempio, L’estate – La libertà – Epigramma, in La poesia dialettale, Cento libri per mille anni, a cura di Maurizio Cucchi,  Istituto poligrafico e zecca dello Stato, Roma 1999
- Vicente Aleixandre, A don Luius De Gòngora, in Mediterranee. 50 poesie per 50 poeti , a cura di Pablo Luis Avila, Edizioni dell’Orso”, Alessandria 2001
- Giacomo Leopardi, ’U sabbatu nna cuntrata,  in Con la stessa voce. Antologia di poeti dialettali traduttori, a cura di Piero Marelli e Maurizio Noris, LietoColle , Faloppio(Como) 2015